# Escuela de Negocios Booth
La Escuela de negocios Booth (University of Chicago Booth School of Business) es la escuela de negocios de la Universidad de Chicago, localizada en Chicago, Illinois. Antiguamente conocida como University of Chicago Graduate School of Business, Chicago Booth es considerada una de las escuelas más prestigiosas del mundo, en la que imparten clase numerosos premios Nobel de los 85 de la Universidad de Chicago, y que ha producido jefes de Estado, líderes de las empresas más grandes del mundo, ganadores de premios Nobel, y eminencias en el mundo de las finanzas, economía, empresa, y política.
Es la segunda escuela de negocios más antigua de Estados Unidos, la primera escuela en ofrecer un Executive MBA program, y la primera en crear un programa de doctorado en Negocios. La escuela fue renombrada en 2008 después de recibir una donación de $300 millones del antiguo alumno David G. Booth. La escuela recibe el tercer volumen mayor de donaciones económicas del mundo, únicamente superada por las escuelas de Harvard y Stanford.
Según la última clasificación de las mejores escuelas de negocios del mundo realizado por las revistas Business Week y The Economist, Booth School of Business es la mejor escuela de negocios del mundo, por delante de sus competidoras Harvard, Stanford y Wharton.
La escuela está localizada en el barrio de Hyde Park de Chicago, en el campus de la universidad.  La escuela tiene además campus en Londres y Singapur, además de uno en el centro de Chicago en la Magnificent Mile.  Además de realizar programas de posgrado de negocios, la escuela lleva a cabo investigaciones en los campos de la finanzas, economía, marketing y contabilidad, entre otras muchas.

## Historia
Las raíces de Chicago Booth se remontan a 1898 cuando el miembro de la universidad James Laurence Laughlin creó el Colegio de Comercio y Política, que estaba destinado a ser una extensión de los principios fundadores de la escuela de "orientación científica y la investigación de grandes cuestiones económicas y sociales de importancia diaria. " El programa sirvió originalmente como una institución exclusivamente universitaria hasta 1916, cuando se introdujeron programas de grado y doctorado.
En 1916, la escuela pasó a llamarse la School of Commerce and Administration. Poco después, en 1922, se creó el primer programa de doctorado. En 1932, la escuela fue rebautizada como la School of Business. La escuela de negocios ofrece su primer MBA en 1935. Una decisión histórica fue tomada por la escuela aproximadamente en ese tiempo para concentrar sus recursos exclusivamente en los programas de postgrado, y, en consecuencia, el programa de licenciatura fue eliminado en 1942. En 1943, la escuela puso en marcha el primer programa Executive MBA. La escuela cambió el nombre a Graduate School of Business (o más popularmente, el GSB) en 1959, un nombre que mantuvo hasta 2008.
Durante la segunda mitad del siglo XX, la escuela de negocios fue clave en el desarrollo de la Chicago School, con una filosofía económica centrada en libre mercado y con  participación mínima del gobierno, debido a la interacción de profesores y estudiantes con miembros del Departamento de Economía de la Universidad. Otras innovaciones de Chicago incluyen iniciar el primer programa PhD (1920), la fundación de la primera revista académica de negocios (1928), ofrecer el primer MBA Ejecutivo (EMBA) (1943), y ofrecer el primer weekend-MBA (1986). Chicago Booth es la única escuela de negocios en EE. UU. con campus permanentes en tres continentes: Asia (2000), Europa (1994), y América (1898).
| Nombre              | Periodo                                       |  |
| ------------------- | --------------------------------------------- |  |
| Henry Rand Hatfield | 1902 - 1904                                   |  |
| Leon C. Marshall    | 1909 - 1924                                   |  |
| William H. Spencer  | – 1945                                        |  |
| Garfield V. Cox     | 1945 – 1952                                   |  |
| John E. Jeuck       | 1952 – 1955                                   |  |
| W. Allen Wallis     | 1956 – 1962                                   |  |
| George P. Shultz    | 1962 – 1969                                   |  |
| Sidney Davidson     | 1969 – 1974                                   |  |
| Richard N. Rosett   | 1974 – 1982                                   |  |
| John P. Gould       | 1983 – 1993                                   |  |
| Robert Hamada       | 1993 – July 2001                              |  |
| Edward Snyder       | July 2001 – July 2010                         |  |
| Sunil Kumar         | July 2010 – July 2016 Madvhad V. Rajan 2017 - |  |

## Enseñanza
Chicago Booth ofrece programas a tiempo completo, a tiempo parcial (por las tardes y fin de semanas) y programas ejecutivos (Executive MBA). La Universidad también es un importante centro para la educación de futuros académicos, con programas de y doctorado grados en varios campos.
El programa permite a los estudiantes estructurar en gran medida su propio programa de estudio. Esto es un claro contraste con otras escuelas de negocios de primer nivel, que imponen un grupo o un sistema de aprendizaje en equipo que incluye cursos para ser completados en un orden predeterminado. El programa se diferencia por permitir a los estudiantes la flexibilidad necesaria para construir un programa de estudio que se adapte a sus necesidades, y puede ser tan amplio o profundo como lo deseen. Sólo hay un curso obligatorio: LEAD (Liderazgo Efectivo y el Desarrollo) , que los estudiantes tienen que hacer en su primer trimestre para los estudiantes a tiempo completo y durante de los primeros cuatro cuartos para estudiantes a tiempo parcial . LEAD se centra en las habilidades fundamentales de liderazgo: motivar a las personas, la construcción de relaciones, e influir en los demás.
Los estudiantes en el programa de tiempo completo puede obtener un MBA Internacional, o IMBA, realizando un intercambio en el extranjero en el intercambio con otra escuela de negocios, teniendo optativas determinadas, y mediante la demostración de competencia oral en una segunda lengua no nativa.
El programa Executive MBA es único, ya que los estudiantes pueden elegir pasar periodos de residencia en los tres campus en todo el mundo (Londres, Chicago, Singapur) de la escuela. En Business Week Executive MBA Ranking 2009, la Universidad de Chicago Booth School of Business está clasificada como segunda del mundo en Executive MBA de
Business Week
La Escuela de negocios Booth de la Universidad de Chicago ha iniciado un nuevo programa de uso de Facebook, Twitter, LinkedIn y YouTube para llegar a los futuros estudiantes de MBA.

### Concentraciones
Los estudiantes del MBA a tiempo completo, Executive MBA y programas de MBA a tiempo parcial puede optar por concentrarse en una o más áreas de estudio. Las concentraciones son:
| - Accounting - Analytical Management - Analytic Finance - Econometrics and Statistics - Economics - Entrepreneurship - Finance | - General Management - Human Resource Management - International Business - Managerial and Organizational Behavior - Marketing Management - Operations Management - Strategic Management. |

### Investigación y Centros de Enseñanzas

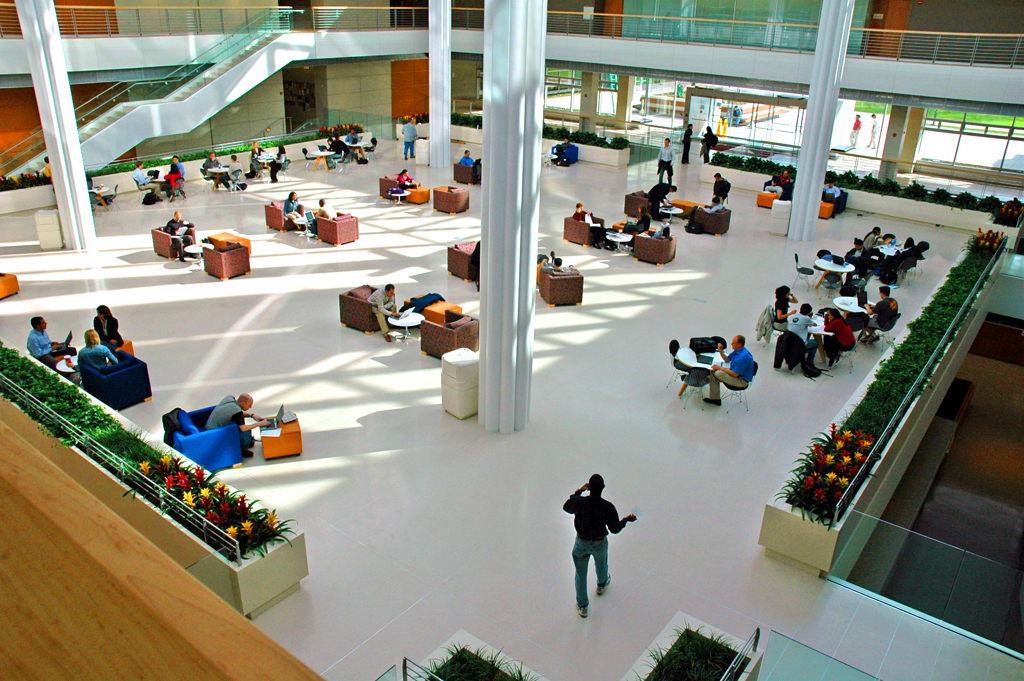
Los estudiantes participan activamente en proyectos de grupo.

La escuela promueve y difunde la investigación a través de varios centros e institutos, los más significativos son:
- Accounting Research Center
- Applied Theory Initiative
- Becker Center on Chicago Price Theory
- Center for Decision Research
- Center for Population Economics
- Center for Research in Security Prices (CRSP)
- Chicago Energy Initiative
- George J. Stigler Center for the Study of the Economy and the State
- Initiative on Global Markets
- Michael P. Polsky Center for Entrepreneurship
- Milton Friedman Institute for Research in Economics
- James M. Kilts Center for Marketing

## Rankings
| Ranking          | Posición |
| ---------------- | -------- |
| Business Week    | 1        |
| The Economist    | 1        |
| Financial Times  | 6        |
| US News & Report | 4        |
| Forbes           | 3        |
| Club MBA         | 3        |

Chicago Booth obtuvo el primer lugar en el ranking elaborado por Bloomberg BusinessWeek de las mejores escuelas de negocios en los Estados Unidos en 2006, 2008 y 2010.
En el 2012 el programa MBA de tiempo completo obtuvo el primer lugar en la clasificación de las mejores escuelas de negocios a nivel mundial elaborado por The Economist.
En el 2011 Chicago Booth obtuvo el tercer lugar de acuerdo al ranking elaborado por Forbes.
En el 2012 US News asignó el cuarto lugar al programa MBA de tiempo completo (Full Time MBA) de Chicago Booth en su ranking MBA anual. Adicionalmente le otorgó el segundo lugar al programa de Ejecutivos (Executive MBA), y el segundo lugar al programa de tiempo parcial (Part-Time MBA).
En 2012, la revista británica Financial Times le otorgó la sexta posición entre las escuelas estadounidenses.
En la clasificación 2012 de la web española Club MBA, que combina las cinco clasificaciones más prestigiosos, la escuela obtuvo la tercera posición global.

## Profesorado
La Booth School of Business tiene 177 profesores, incluyendo varios premios Nobel, presidential appointees, a MacArthur fellow
. Renombrados economistas como Gary Becker, Robert Fogel, Eugene Fama, Raghuram Rajan, Richard Thaler, Kevin Murphy, Erik Hurst, expertos en capital riesgo y emprendimiento como Steven Kaplan, Scott Meadow son profesores de la escuela.

## Antiguos alumnos
La comunidad de antiguos alumnos de la escuela cuenta con 39.000 personas (con más de 5.000 Directores ejecutivos de grandes empresas multinacionales), y con más de 60 clubs de Alumni en todo el mundo . Algunos antiguos alumnos destacados a continuación.